# Rhipha olafi
Rhipha olafi là một loài bướm đêm thuộc phân họ Arctiinae, họ Erebidae.